# Martin-Andersen-Nexø-Gymnasium (Dresden)

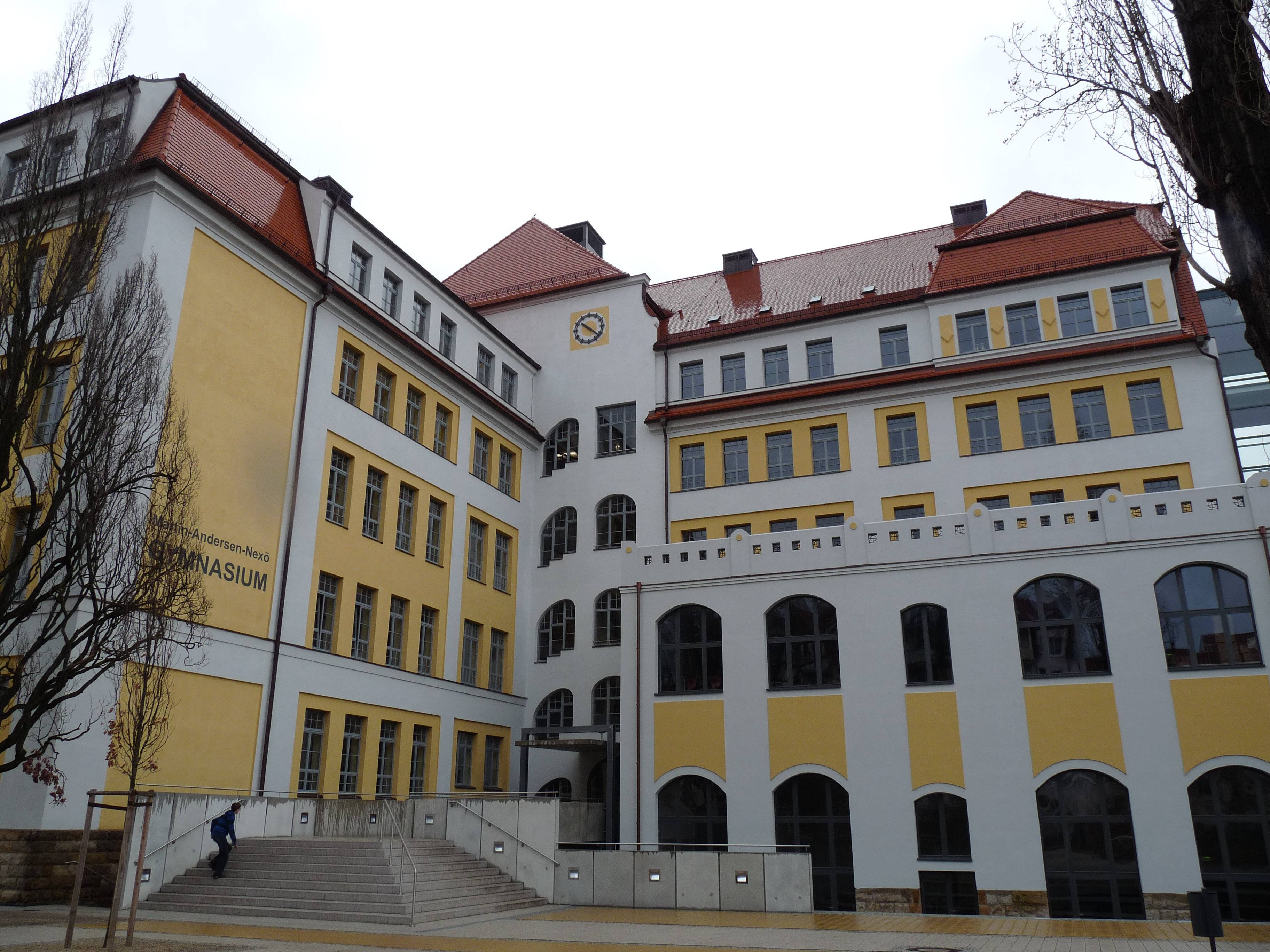
Skolbyggnaden (2009)

Martin-Andersen-Nexø-Gymnasium är ett gymnasium i Dresden, Tyskland med fördjupad naturvetenskaplig och matematisk inriktning. Det är uppkallat efter den danske författaren Martin Andersen Nexø.